# Kui Buri (huyện)
Kui Buri (tiếng Thái: กุยบุรี) là một huyện (amphoe) ở phía bắc của tỉnh Prachuap Khiri Khan, miền trung Thái Lan.

## Lịch sử
Mueang Kui là một thành phố cổ của vương quốc Ayutthaya. Dưới thời vua Boromakot, Kui là thành phố cấp 4. Khi vua Chulalongkorn lập Monthon Phetchaburi, Kui Buri nằm trong đơn vị hành chính này. Năm 1898, tòa thị chính đã được dời đến vịnh Ko Lak và Kui Buri bị hạ cấp thành một tambon thuộc huyện Mueang Prachuap Khiri Khan. Tiểu huyện (king amphoe) Kui Buri được tái lập ngày 19 tháng 7 năm 1960 và chính thức nâng thành huyện ngày 16 tháng 7 năm 1963.

## Địa lý
Các huyện giáp ranh: Sam Roi Yot về phía bắc và Mueang Prachuap Khiri Khan về phía nam. Về phía tây là vùng Tanintharyi của Myanma, về phía đông là vịnh Thái Lan.
Sông chính ở huyện này là Khlong Kui.

## Hành chính
Huyện này được chia ra thành 6 phó huyện (tambon), các đơn vị này lại được chia thành 47 làng (muban). Có hai thị trấn(thesaban tambon) within Huyện - Kui Buri nằm trên một phần của tambon Kui Buri vàKui Nuea, còn Rai Mai nằm trên một phần của tambon Sam Krathai.
| STT. | Tên         | Tên Thái  | Số làng |  |
| ---- | ----------- | --------- | ------- |  |
| 1.   | Kui Buri    | กุยบุรี      | 8       |  |
| 2.   | Kui Nuea    | กุยเหนือ    | 11      |  |
| 3.   | Khao Daeng  | เขาแดง    | 3       |  |
| 4.   | Don Yai Nu  | ดอนยายหนู  | 4       |  |
| 6.   | Sam Krathai | สามกระทาย | 10      |  |
| 7.   | Hat Kham    | หาดขาม    | 11      |  |

Số 5 không có trong bảng này là tambon Rai Mai thuộc Sak Roi Yot.